# Jan van Amstel
Pour les articles homonymes, voir Hollander et Amstel (homonymie).
Jan van Amstel dit Jan le Hollandais ou Jan den Hollander ou encore Aertszone, né à Amsterdam vers 1500 et mort à Anvers vers 1542 ou 1550, est un peintre néerlandais actif à Anvers.

## Biographie
Peu de détails personnels sur sa formation ou sa famille sont connus, mais sa carrière s'inscrit dans l'effervescence artistique néerlandaise et anversoise du début du XVIe siècle appelée la renaissance flamande.
Il devient franc-maître à la guilde de Saint-Luc d'Anvers en 1528 et bourgeois de cette ville en 1536.
Spécialisé dans les scènes religieuses et de genre, il intègre des paysages élaborés à ses œuvres, souvent animées de foules miniatures. Son style, basé sur l’observation de la nature, et accompagné d'une technique particulière consistant à recouvrir légèrement la couche de fond de ses panneaux et à exploiter cet effet pour le résultat final. Elle influencera Pieter Bruegel l'Ancien puis Pierre Paul Rubens, qui la perfectionneront. Selon Carel van Mander, il se caractérise par un « traitement brillant de l'espace », qui s'éloigne de tout formalisme pour se rapprocher au plus près de la nature.
Son œuvre majeure, Le repas des conviés, l’identifie au Monogrammiste de Brunswick. Elle se caractérise par l'unicité de son iconographie, un sujet tiré de l'Évangile selon Saint Luc, et à son interprétation métaphorique de la lèpre et des misères de l'époque de Van Amstel.
Jan van Amstel meurt vers 1542.

## Œuvre

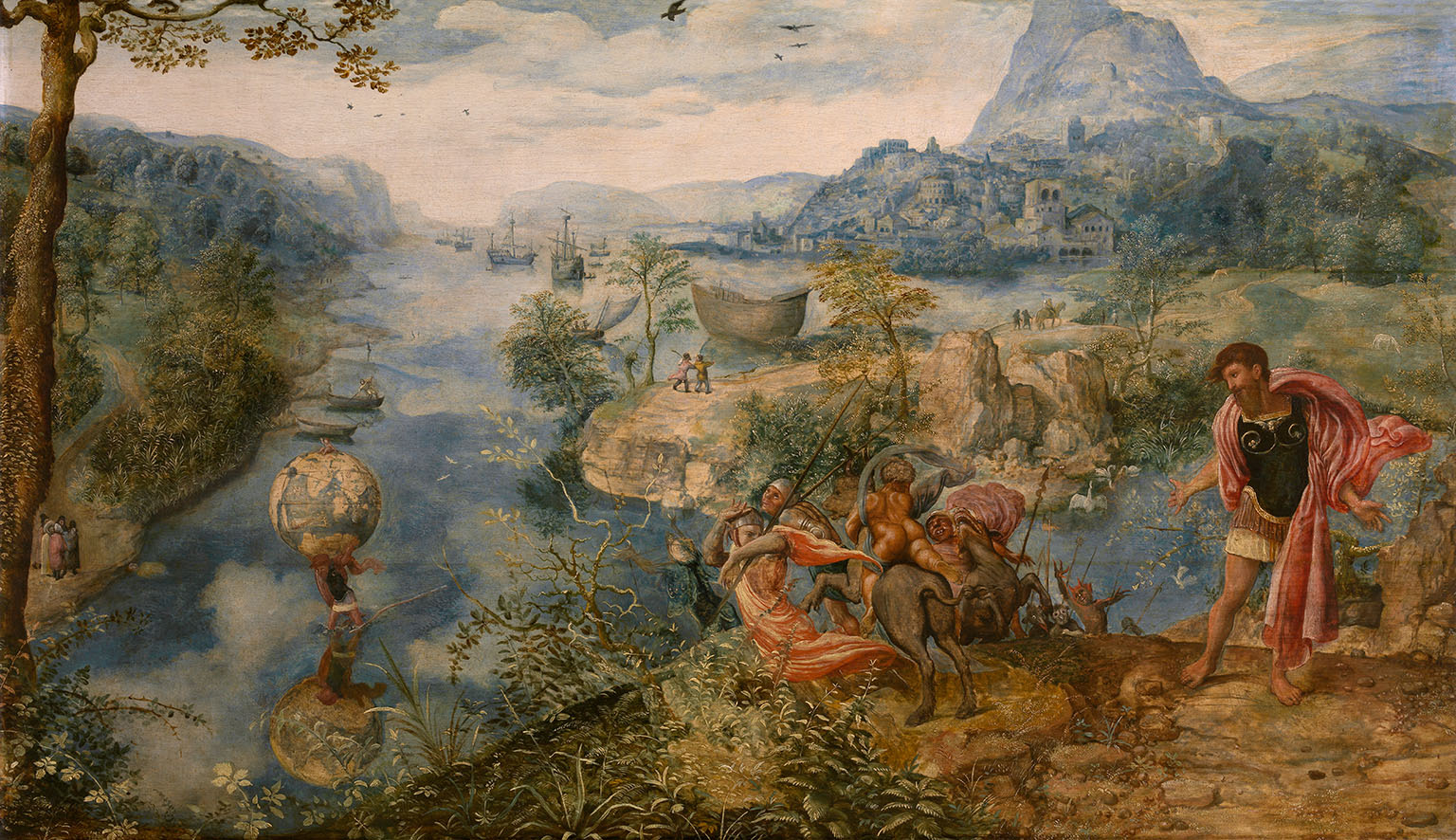
Saint Christophe, attribué à Jan van Amstel. Dans le coin inférieur gauche, saint Christophe porte un grand globe sur lequel est l'Enfant Jésus.
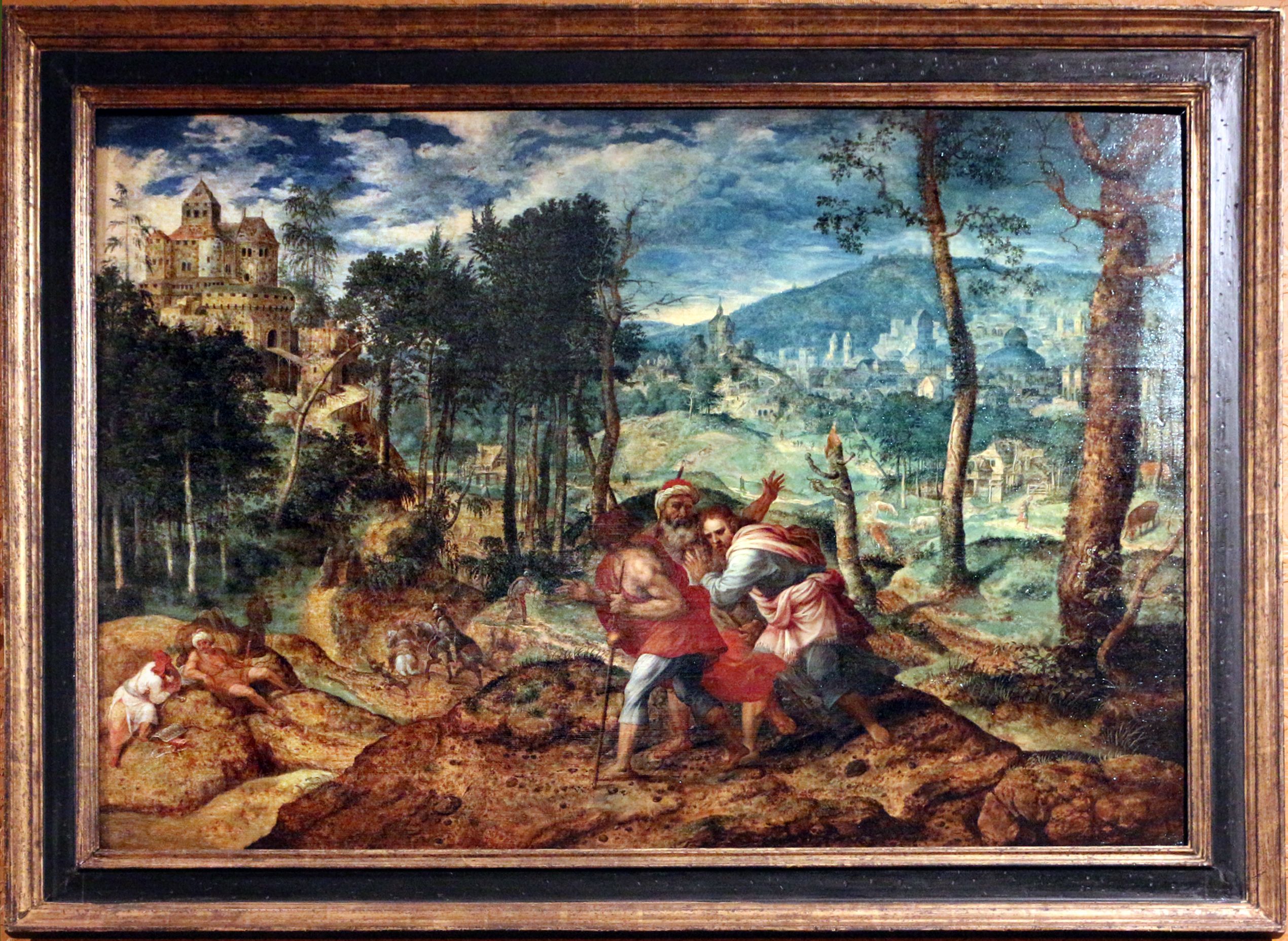
Christ et pèlerins d'Emmaüs
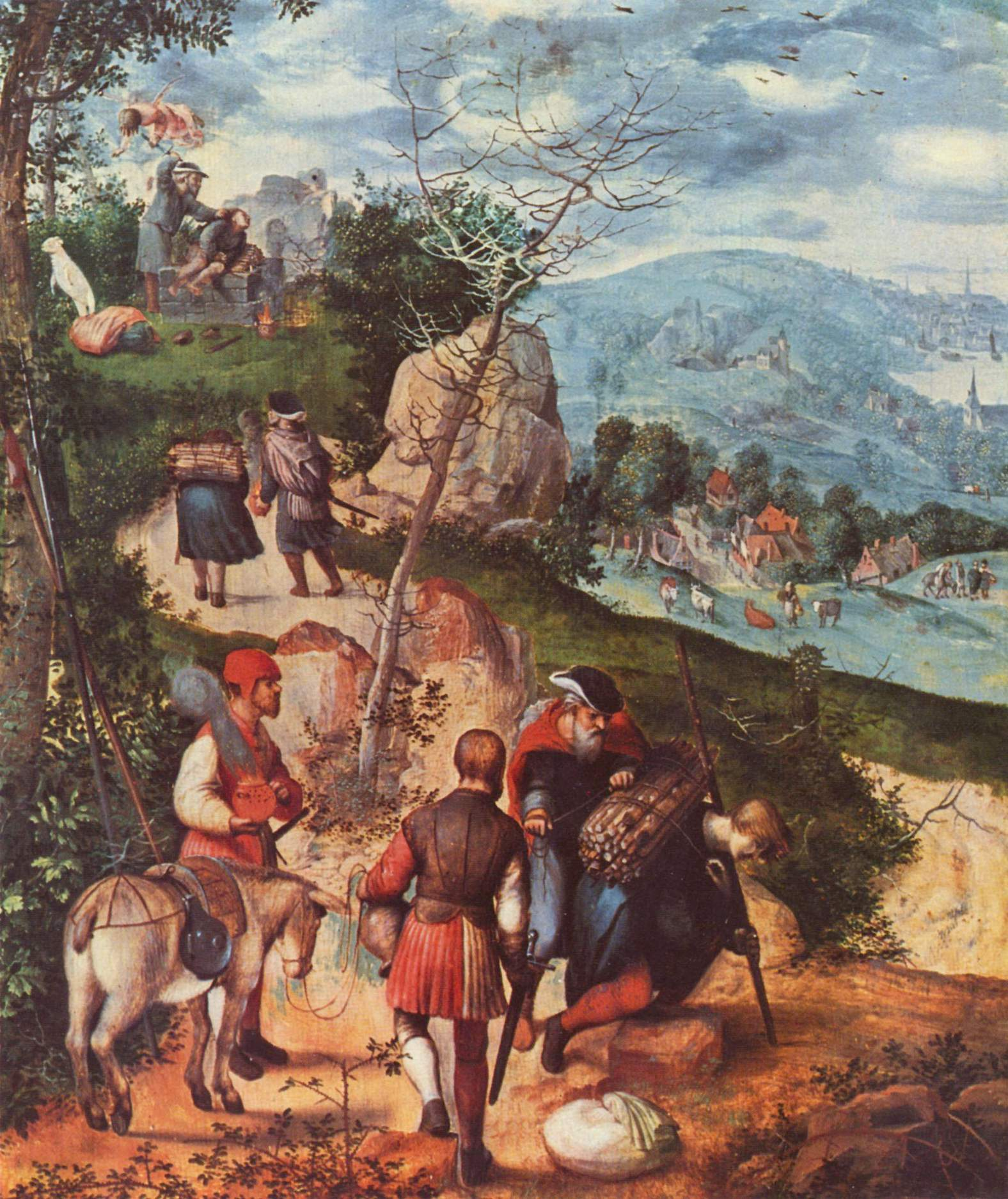
Le Sacrifice d'Abraham de Jan van Amstel, 40 × 32 cm, Musée du Louvre